# Marcgraviastrum gigantophyllum
Marcgraviastrum gigantophyllum är en tvåhjärtbladig växtart som först beskrevs av Ernest Friedrich Gilg, och fick sitt nu gällande namn av Bedell och S. Dressler. Marcgraviastrum gigantophyllum ingår i släktet Marcgraviastrum och familjen Marcgraviaceae. Inga underarter finns listade i Catalogue of Life.